# الاعتبار
الاعتبار (عربی: كتاب الاعتبار)، اثر اسامة بن منقذ نویسنده و از بزرگان عرب قرن ۱۲ هجری که به شرح جامع اسلامی طی آن قرون می‌پردازد. همچنین در این کتاب اطلاعات مفصلی در باب جنگ‌های صلیبی وجود دارد.